# Кордунер Лазар Ісаакович
Лазар Ісаакович Кордунер (1901—1946) — радянський інженер-механік.

## Біографія
Лазар Ісаакович Кордунер народився 5 січня 1901 року у Вінниці (нині Україна). У 1920-1922 роках служив у РСЧА. У 1923 році Кордунер закінчив Миколаївський суднобудівний інститут, після чого працював на Миколаївському ССЗ, пройшов шлях від техніки до начальника технічного відділу заводу. З 1930 року працював відповідальним виконавцем відділу проєктування, заступником начальника цеху, головним механіком ХТЗ. У 1936-1937 роках Кордунер обіймав посаду головного інженера Коломенського МСЗ, у 1938- 1940 роках був головним механіком заводу друкарських машин, головним інженером СТЗ. У 1940—1941 роках він знову працював на ХТЗ головним інженером.
З 1941 Лазар Кордунер працював головним інженером Сталінградського заводу № 264, а з липня 1942 року — головним інженером Уральського танкового заводу № 183 в Нижньому Тагілі. Під його керівництвом на заводі впроваджувалися поточно-конвеєрні методи виробництва. Під час Великої Вітчизняної війни Кордунер зробив внесок у вдосконалення технологій виробництва танків «Т-34», зокрема, впровадження автоматичного зварювання. Організував та керував журналом «Технічний бюлетень» на Уральському танковому заводі. Інженер-полковник.
У грудні 1945 року переведений до Москви. Раптово помер 14 січня 1946 року, похований у колумбарії Новодівичого цвинтаря Москви.

## Нагороди і премії
- Сталінська премія першого ступеня (1946 — посмертно) — за докорінне вдосконалення технології та організацію високопродуктивного потокового методу виробництва середніх танків при значній економії матеріалів, робочої сили та зниженні собівартості
- два ордени Леніна
- орден Вітчизняної війни І ступеня
- орден Кутузова II ступеня
- орден Трудового Червоного Прапора
- медалі[1].